# Centaurium babylonicum
Centaurium babylonicum là một loài thực vật có hoa trong họ Long đởm. Loài này được (Griseb.) Druce mô tả khoa học đầu tiên năm 1917.